# Reaktivpanzerung

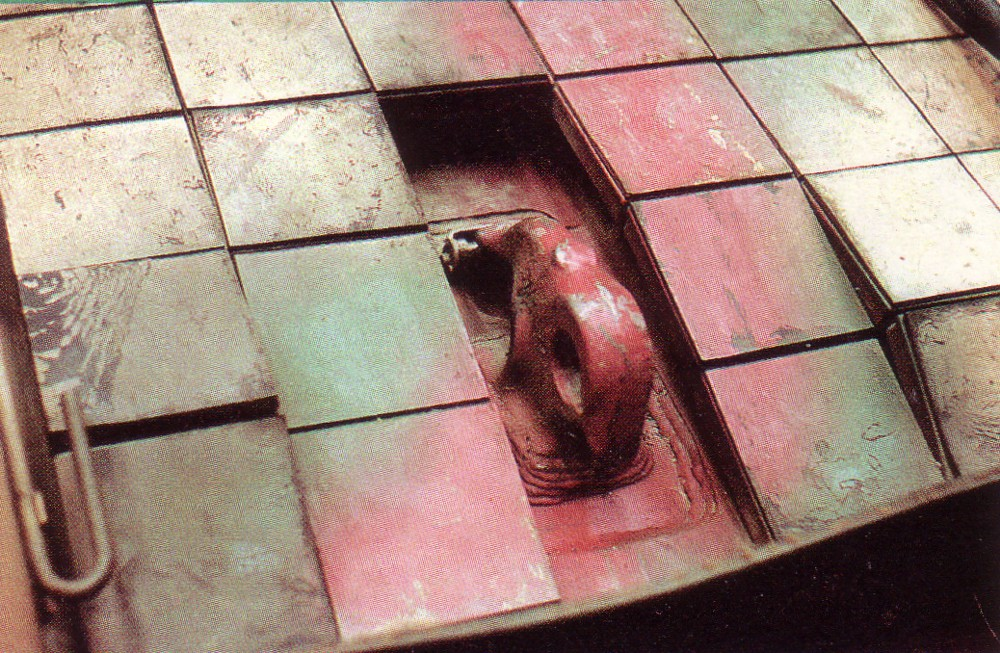
Reaktivpanzerung an einem polnischen PT-91 Twardy

Reaktivpanzerung ist eine Form der Panzerung, bei der versucht wird, Panzerfahrzeuge vor Beschuss mittels einer Gegenexplosion zu schützen.

## Geschichte
Die ersten Experimente mit Reaktivpanzerung wurden 1949 in der Sowjetunion von Bogdan Woizechowski durchgeführt. Mitte der 1960er entwickelte das sowjetische Lehr- und Forschungsinstitut für Stahl NII Stali die ersten Prototypen. Doch zu der Zeit gab es noch keinen geeigneten Sprengstoff. Bei den Versuchen setzte eine aktivierte Reaktivplatte eine Kettenreaktion in Gang, bei der auch andere Reaktivplatten explodierten. Das zu schützende Fahrzeug wurde dadurch zerstört. Wegen dieser technischen Schwierigkeiten und mangels Interesse des Militärs wurde die Entwicklung eingestellt.
Nach dem Sechstagekrieg zwischen Israel und seinen arabischen Nachbarn untersuchte 1967/68 der deutsche Physiker Manfred Held abgeschossene Kampfpanzer. Dabei fiel ihm auf, dass bei einem Treffer, der die Panzerung durchschlug und vorhandene Munition zur Explosion brachte, auf der gegenüberliegenden Seite der Austrittsdurchschlag fehlte. Held erkannte das Potential einer kontrollierten „Gegenexplosion“, die dem Durchschlag der Panzerung entgegenwirkt und meldete im Jahre 1970 die explosive Reaktivpanzerung zum Patent an. In Kooperation mit den Israelischen Verteidigungsstreitkräften (IDF) entwickelte er die Blazer-Reaktivpanzerung. Diese kam im Libanonkrieg 1982 erstmals zum Einsatz und wurde als sehr effektiv beurteilt. Die Sowjetunion nahm die zuvor eingestellte Forschung wieder auf und konnte bereits 1983 ein eigenes System entwickeln.

## Technik

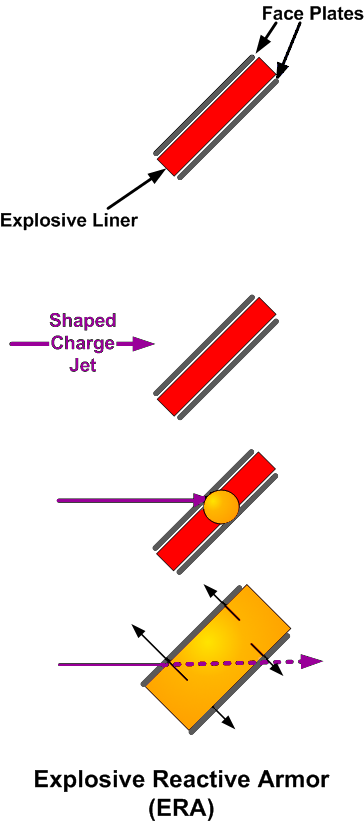
Prinzip bei Beschuss durch ein Hohlladungsgeschoss

Die Reaktivpanzerung wird in Form von Kacheln auf die passive Stahl- oder Verbundpanzerung aufgelegt. Sie besteht aus einer Schicht Sprengstoff, die wiederum mit einer Metallplatte abgedeckt ist. Trifft ein Projektil auf die Reaktivpanzerung, explodiert die Sprengstoffschicht und schleudert dem Projektil die Metallplatte entgegen. Die Wirkung der Granate wird dadurch wenigstens teilweise kompensiert – die restliche Wirkung wird durch die passive Panzerung aufgefangen. Wichtig für eine gute Schutzwirkung ist die Abgrenzung der Kacheln zueinander, so dass bei Beschuss nur die direkt betroffenen Kacheln explodieren. Bis die entsprechenden Kacheln ersetzt sind, ist das betroffene Areal lediglich durch die passive Panzerung geschützt.
Insbesondere Hohlladungen lassen sich mit Reaktivpanzerungen gut abwehren, um den Kumulationsstrahl zu verwirbeln; allerdings wurden sogenannte Tandemhohlladungen entwickelt, um auch Reaktivpanzerungen durchdringen zu können. Gegen Wuchtgeschosse (Hartkerngeschosse) ist die klassische Reaktivpanzerung weitgehend wirkungslos.
Die während der 1980er Jahre entwickelte Kontakt-5-Reaktivpanzerung soll gleichwohl gegen Hohlladungs-Granaten und Wuchtgeschosse (sog. KE-Penetratoren, KE = kinetische Energie) wirksam sein. Gemäß Hersteller kann Kontakt-5 die Penetrationsenergie eines APFSDS-Penetrators um bis zu 38 % senken.

## Anwendung

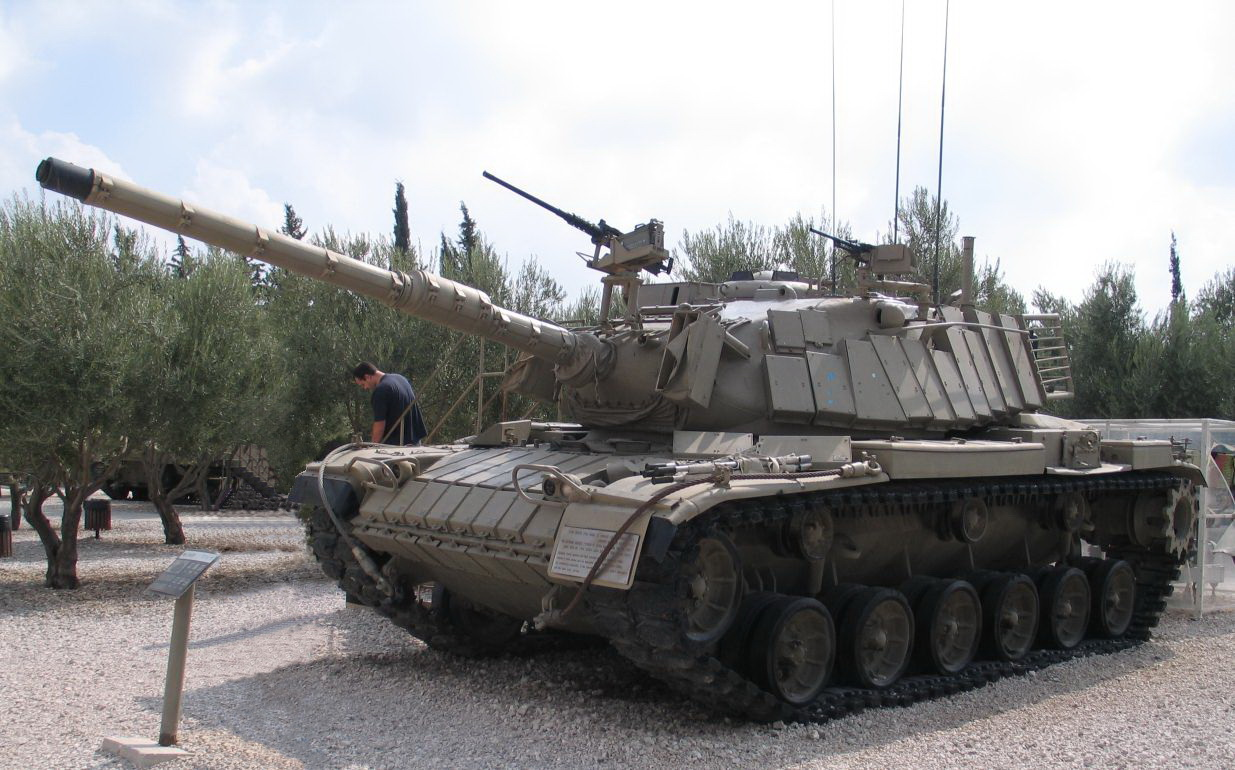
Israelischer Kampfpanzer vom Typ M60

Die Reaktivpanzerung wird besonders in den postsowjetischen Staaten und in Israel angewandt, da die passiven Panzerungen russischer Kampfpanzer im Vergleich zu westlichen Modellen zwar leichter sind, aber dementsprechend auch weniger Schutz bieten. Nachteil der Reaktivpanzerung ist die Wirkung auf eigene Soldaten in der Nähe des Panzers, die durch die Reaktivpanzerung gegebenenfalls stärker gefährdet sind als durch den Beschuss. Um die Gefahr der Sprengstoff-Kacheln für eigene Soldaten zu verringern, werden sie von einigen Armeen in Friedenszeiten, bei Manövern und bei Konflikten mit niedrigem Gefährdungspotential abmontiert.